# Организација за храну и пољопривреду
Организација за храну и пољопривреду или ФАО (енгл. Food and Agriculture Organization) је агенција Организације уједињених нација за исхрану и пољопривреду успостављена 1945. како би побољшавала производњу пољопривредних производа у свету и исхрану свих људи. Она доноси планове о побољшању приноса у пољопривреди, експлоатацији океана и шума и надзире истраживања како би побољшала семена и како би развила ђубрива и пестициде.
Седиште организације налази се у Риму. Организација је покровитељ за издавање тематског ФАО новца, на коме се налазе мотиви и натписи у складу са циљевима организације и чије издавање представља један од начина финансирања разних активности везаних за повећање производње хране. Издавање ФАО новца је започело 1968. године и до 1976. године у свету је издато око 4 милијарде, са преко 200 типова ФАО кованица. Ватикан је био прва европска земља која је издала овај новац (1968), а друга Југославија (1970). За њима су уследиле Пољска (1971), Сан Марино и Острво Мен (1974), Италија (1979) и земље „трећег света”. Највише новца је издала Индија, која је у периоду 1970-1977 издала 19 различитих врста кованица, у тиражу од милијарду комада. Занимљивост представљају новчићи од 2,5 турске лире и 250 ирачких филса, који ознаку ФАО носе на ободу.
ФАО активности у Југославији током 1970-их биле су: развој индустрије конзервирања рибе, повећање извоза пољопривредних производа, развој шумарства, рационализација у коришћењу дрвета, побољшање будуће производње хране и њено конзервисање.
Поводом 50. годишњице ФАО организације, Југославија није учествовала у издавању ФАО новца, али су учествовале Македонија, која је издала две серије новца, затим Словенија и Хрватска.